# Се Чантин
Се Чанти́н (кит. трад. 謝長廷, упр. 谢长廷, пиньинь Xiè Chángtíng; также Фрэнк Се (англ. Frank Hsieh); (род. 18 мая 1946 года) — тайваньский политик.

## Политическая карьера
Се Чантин получил юридическое образование в Национальном университете Тайваня.
С 1969 по 1981 годы работал адвокатом. С 1981 по 1988 год был депутатом двух созывов городского совета Тайбэя.

### Подъем в политике
До создания в 1986 году Демократической прогрессивной партии (далее — ДПП) Се, Чэнь Шуй-бянь и Линь Ченг-цзе были известны как «три мушкетера» движения Тангвай. Се основал партию и предложил ее нынешнее название. Он также дважды был его председателем. Затем Се Чантин был депутатом Законодательного Юаня (парламента) Тайваня с 1988 года и переизбран в 1992 году. Вместо того, чтобы баллотироваться на переизбрание на выборах в законодательные органы 1995 года, Се решил баллотироваться на выборах мэра Тайбэя 1994 года и проиграл предварительные выборы возможному победителю Чэнь Шуйбяню.
Се Чантин баллотировался на пост вице-президента Тайваня на выборах 1996 года в паре с кандидатом в президенты Пэн Минминь, они заняли второе место с 21,1 % голосов.

### Мэрия Гаосюн
В 1997 году Хси успешно договорился о выдаче преступника, участвовавшего в кризисе с заложниками в семье Александра, что повысило его авторитет в стране.
К удивлению многих наблюдателей, Се выиграл выборы мэра города Гаосюн в 1998 году и победил действующего гоминьдановца У Дэн-и, набрав 4565 голосов. Его администрация сосредоточилась на улучшении качества воды в окружающих реках, а также на капитальном ремонте порта Гаосюн. Се поддержал передачу порта, которым в то время в основном управляло центральное правительство, под юрисдикцию городского правительства Гаосюна. Под руководством Се усилия по очистке сильно загрязнённой реки Любви начались в 1999 году и закончились в 2002 году. Он также был в значительной степени ответственен за создание Гаосюнского метрополитена. Эти достижения помогли Се получить сильную поддержку среди граждан Гаосюна. Он был переизбран на четырехлетний срок в 2002 году. Предполагалось, что Се легко победит, но председатель партии «Народ прежде всего» Джеймс Сун публично поддержал кандидата от Гоминьдана Хуан Цзюнь-ина, что помогло Хуану заработать больше голосов. Се победил Хуана 24 838 голосами (3,22 %).
В 1998 году он избирается мэром города Гаосюн, в 2002 году переизбран на второй срок.
В январе 2005 года президент страны Чэнь Шуйбянь назначил Се Чантина премьер-министром. После поражения Демократической прогрессивной партии на декабрьских выборах 2005 года, в январе 2006 года Се Чантин подал в отставку.
В декабре 2006 года принял участие в выборах мэра Тайбэя, занял второе место с 40,89 % голосов.

### Президентская кампания 2008 года
Се часто считался ведущим претендентом на выдвижение от ДПП на президентских выборах 2008 года и официально объявил о своём намерении баллотироваться на выборах 16 февраля 2007 года. Се был вторым официально объявленным кандидатом после Гоминьдана. Ма Ин-цзю сделал это за три дня до этого. Се получил 45 % голосов на предварительных выборах Демократической прогрессивной партии. Запланированный соломенный опрос был отменён после того, как все три его основных оппонента признали свое поражение, и Се был объявлен кандидатом от ДПП. В июле 2007 года Се посетил Соединённые Штаты, назвав его «путешествием любви и доверия» (「愛與信任」之旅). В сентябре 2007 года Се открыто заявил, что баллотируется на пост президента Государства Тайвань (台灣國), заявив, что «сначала признавая себя (тайваньский народ) как нацию, а затем борясь за то, что мы желание во время переговоров с другими странами» имеет важное значение. В результате обвинений Гоминьдана во взяточничестве против Се, прокуратура начала расследование в отношении него в 2007 году. Следствие закончилось в сентябре, когда было объявлено, что Се не будет предъявлено обвинение в правонарушениях.
Что касается идеи Ма Ин-цзю об «общем рынке по обе стороны пролива», Се заявляет, что если Тайвань сосредоточится только на экономике, он в конечном итоге станет таким же, как Гонконг и Макао, чья единственная цель в жизни — зарабатывать деньги. Се считает, что улучшение экономики так же важно, как и сохранение национального достоинства, и что цель экономического развития состоит не только в зарабатывании денег, но и в повышении счастья людей.
После плохой работы ДПП на выборах в законодательные органы 2008 года Се сменил Чэнь Шуйбяня на посту председателя партии.
В январе 2008 года Се обвинил кандидата Ма Инцзю в наличии грин-карты США. Последующие расследования показали, что одна из сестер Ма и одна из двух его дочерей являются гражданами США. Се заявил, что, если Ма обнародует документальные доказательства того, что он отказался от грин-карты, Се отказался бы от участия в выборах.
Выборы были разрушительными для Се и ДПП, потому что он проиграл с большим, чем ожидалось, отрывом в 17 %. Се заявил, что, если он проиграет эти выборы, он больше не будет баллотироваться на пост. Он ушёл с поста председателя ДПП, чтобы взять на себя ответственность за поражение. Цай Инвэнь был избран новым председателем ДПП.
В июле 2010 года Се баллотировался на выборах постоянного члена центрального комитета ДПП и победил.

## Партийная деятельность
Се Чантин был одним из основателей Демократической прогрессивной партии, выступающей за независимый статус Тайваня.
20 апреля 2000 года он стал председателем партии, но уже через месяц, 20 мая 2000 года, уступил этот пост избранному президенту страны Чэнь Шуйбяню.